# Komaki Kurihara
Pour les articles homonymes, voir Kurihara.
Komaki Kurihara (栗原小巻, Kurihara Komaki), née le 14 mars 1945 à Setagaya (Tokyo, Japon), est une actrice japonaise.

## Biographie
Komaki Kurihara tourne dans trois films du réalisateur russe Alexandre Mitta et est membre du jury du festival international du film de Moscou en 1975 et en 1981.
Elle apparaît au cinéma dans plus de trente films entre 1967 et 2003.

## Filmographie

### Au cinéma
- 1967 : Gomesu no na wa Gomesu: Ryūsa (ゴメスの名はゴメス・流砂?) d'Osamu Takahashi (ja)
- 1968 : Wakamono tachi (若者たち?) de Tokihisa Morikawa (ja)
- 1969 : Boruneo taishō: Sekidō ni kakeru (ボルネオ大将 赤道に賭ける?) de Tadashi Sawashima
- 1969 : La Saga de Magoichi (尻啖え孫市, Shirikurae Magoichi?) de Kenji Misumi : Komichi
- 1970 : C'est dur d'être un homme : Le Millionnaire (新・男はつらいよ, Shin otoko wa tsurai yo?) de Shun'ichi Kobayashi (ja) : Haruko
- 1970 : Asumata ikiru (明日また生きる?) de Kazuo Kawabe
- 1970 : La Guerre et les Hommes I (戦争と人間 第一部 運命の序曲, Sensō to nigen I: Unmei no jokyoku?) de Satsuo Yamamoto
- 1971 : Ai to shi (愛と死?) de Noboru Nakamura
- 1971 : La Guerre et les Hommes II (戦争と人間 第二部 愛と悲しみの山河, Sensō to ningen II: Ai to kanashimino sanga?) de Satsuo Yamamoto
- 1971 : L’Auberge du mal (いのちぼうにふろう, Inochi bō ni furō?) de Masaki Kobayashi : Omitsu
- 1971 : Les Loups (出所祝い, Shussho iwai?) de Hideo Gosha
- 1972 : La Rivière Shinobu (忍ぶ川, Shinobugawa?) de Kei Kumai : Shino
- 1973 : Shinobu ito (忍ぶ糸?) de Masanobu Deme : Chika
- 1974 : Moscou, mon amour (Москва, любовь моя,  Moskva, lyubov moya) d'Alexandre Mitta et Kenji Yoshida : Yuriko Ono
- 1974 : Sandakan N° 8 (サンダカン八番娼館 望郷, Sandakan hachibanshōkan: Bōkyō?) de Kei Kumai : Keiko Mitani
- 1975 : Waga seishun no toki (わが青春のとき?) de Tokihisa Morikawa (ja) : Keiko Kamiyo
- 1975 : Les Fossiles (化石, Kaseki?) de Masaki Kobayashi : Kiyoko Kazuki
- 1976 : Amour et rupture au Sri Lanka (スリランカの愛と別れ, Suri Ranka no ai to wakare?) de Keisuke Kinoshita
- 1976 : Kigeki: Hyakkuten manten (喜劇 百点満点?) de Shūe Matsubayashi
- 1977 : Mont Hakkoda (八甲田山, Hakkodasan?) de Shirō Moritani : Hatsuko Kanda, la femme du capitaine Kanda
- 1977 : Melodii beloy nochi de Sergey Solovev et Kiyoshi Nishimura : Yuko
- 1978 : Mito kōmon (水戸黄門?) de Tetsuya Yamanouchi (ja)
- 1979 : Rika (子育てごっこ, Kosodate gokko?) de Tadashi Imai
- 1979 : Haitatsu sarenai santsu no tegami (配達されない三通の手紙?) de Yoshitarō Nomura : Noriko Karasawa
- 1980 : L'Équipage (Экипаж, Ekipazh) d'Alexandre Mitta : Kumiku Marimitsu
- 1982 : La Tour des lys (ひめゆりの塔, Himeyuri no tō?) de Tadashi Imai : professeur Miyagi
- 1985 : Piparu no oka (菩提樹の丘?) de Yasutaka Toda
- 1985 : C'est dur d'être un homme : L'Institutrice (男はつらいよ 柴又より愛をこめて, Otoko wa tsurai yo: Shibamata yori ai o komete?) de Yōji Yamada : Machiko
- 1988 : Un pas (ru) (Шаг,  Shag) d'Alexandre Mitta
- 1990 : Hana no toki (花の季節?) de Shin'ichi Nakada (ja)
- 1990 : Kanbakku (カンバック?) de Guts Ishimatsu
- 1991 : Guerre et Jeunesse (戦争と青春, Sensō to seishun?) de Tadashi Imai : Yasuko Kazami
- 1992 : Le Son de cloche du temple de la pureté (清凉寺的钟声, qīngliángsì de zhōngshēng) de Xie Jin : Kazuko Oshima
- 2003 : Mirā o fuku otoko (ミラーを拭く男?) de Seisoku Kajita (ja)

## Distinction

### Récompense
- 1973 : prix Mainichi de la meilleure actrice pour La Rivière Shinobu[4]